# Vuelo 3456 de China Southern Airlines
El vuelo 3456 de China Southern Airlines (CZ3456/CSN3456) fue un vuelo regular doméstico de pasajeros del aeropuerto internacional de Chongqing Jiangbei al Aeropuerto de Shenzhen Huangtian (ahora Aeropuerto Internacional de Shenzhen Bao'an). El 8 de mayo de 1997, el Boeing 737 que operaba la ruta se estrelló durante su segundo intento de aterrizaje en medio de una tormenta.
El número de vuelo 3456 continúa en uso por parte de China Southern y para la ruta Chongqing-Shenzhen pero ahora con aviones de la familia Airbus A320 o Boeing 737 Next Generation.

## Antecedentes

### Aeronave
El avión fue un Boeing 737-31B registrado como B-2925 y con número de serie 27288. El avión fue entregado a China Southern el 2 de febrero de 1994, y tenía registradas más de 8.500 horas antes del accidente. La aeronave contaba con dos motores turbofán CFM International CFM56-3C1.

### Tripulación
El capitán, Lin Yougui, de 45 años (en chino simplificado, 林友贵), tenía registradas más de 12.700 horas de tiempo de vuelo, incluyendo 9.100 horas como radio operador y 3.600 horas como piloto. El primer oficial, Kong Dexin, de 36 años (en chino, 孔德新), tenía registradas más de 15.500 horas de tiempo de vuelo, de las cuales 11.200 horas como ingeniero de vuelo y 4.300 horas como piloto.

### Meteorología
La climatología reportada por el aeropuerto de Shenzhen desde las 17:00 del 8 de mayo a las 02:00 del 9 de mayo fue: "viento de 170 grados a 7 metros por segundo (14 ns) con lluvia, visibilidad de 6000 metros (19 685 pies), cubierto a 1500 metros (4921 pies), vientos variables a 15 metros por segundo (29 ns), tormentas probables".
A las 18:00, el 8 de mayo, se publicó un aviso de meteorología extrema: "reporte a aeropuertos, controles de tráfico aéreo y compañías aéreas: Pueden aparecer tormentas con fuertes vientos, todos los departamentos incluyendo a aquellas tripulaciones que vayan a despegar deben ser advertidos". A las 21:33, la mal meteorología registrada fue de vientos de 290 grados a 7 metros por segundo (14 ns), visibilidad 2000 metros (6562 pies), precipitaciones, nubes bajas a 210 metros (689 pies), cumulonimbus a 1200 metros (3937 pies), temperatura de 23 grados Celsius (73,4 °F).

## Accidente
El 8 de mayo de 1997, el vuelo 3456 despegó del aeropuerto internacional de Chongqing Jiangbei a las 19:45 hora local (UTC+8), esperando aterrizar en el aeropuerto de Shenzhen Huangtian a las 21:30. A las 21:07, el controlador de aproximación del aeropuerto de Shenzhen autorizó al vuelo a realizar la aproximación a la pista 33. A las 21:17, la torre informó a la tripulación "fuertes precipitaciones en final, avisen cuando vean la pista". A las 21:18:07, la tripulación afirmó haberse establecido en la aproximación ILS. A las 21:18:53, la tripulación advirtió al ATC que tenían a la vista las luces de aproximación, y el controlador autorizó al avión a aterrizar. El controlador fue capaz de ver las luces de aterrizaje del avión, pero de manera difusa por culpa de la lluvia. A las 21:19:33, el avión tocó en la parte sur de la pista, rebotó tres veces, dañó el tren de morro del avión, los sistemas hidráulicos y los flaps. La tripulación decidió volver al aire.
El avión efectuó un viraje a la izquierda mientras ascendía a 1200 metros (3937 pies). La tripulación fue requerida a encender el transpondedor para mostrar al ATC su posición, pero el radar secundario no recibió ninguna señal, lo que indicaba que el transpondedor estaba apagado. A las 21:23:57, la tripulación informó al ATC que se encontraban en el tramo de viento en cola, y solicitó que cualquier otro avión liberase el espacio aéreo para el aterrizaje del vuelo 3456. A las 21:23:40, la tripulación declaró una emergencia y solicitó realizar la aproximación de nuevo. En ese momento, la alarma principal, la de sistema hidráulico y la de tren de aterrizaje estaban conectadas en la cabina. A las 21:24:58, la tripulación solicitó asistencia completa de emergencia en el campo. El avión entonces dio la vuelta, informando que aterrizaría hacia el sur, lo que fue aprobado. A las 21:28:30, el avión se salió de pista, partiéndose en tres partes y comenzando a arder, matando a treinta y tres pasajeros y dos tripulantes.

## Lugar del accidente
El primer intento de aterrizaje fue hacia el norte. Se encontraron restos del tren de morro en el final sur de la pista, indicando que el neumático delantero izquierdo había explotado en la primera toma. También se encontraron en la superficie de la pista remaches, láminas de metal, tubos de goma y clips de retención.
El segundo intento de aterrizaje fue hacia el sur. Se descubrió un arañazo limpio producido por el fuselaje a 427 metros (1400,9 pies) del umbral de pista. El avión se desintegró tras recorrer unos 600 metros (1968,5 pies) derrapando por la pista y comenzó a arder. La parte central del fuselaje y el borde de ataque del ala derecha recibieron los principales daños por fuego. La sección delantera del fuselaje de 12 metros (39 pies) de largo con el morro orientado al norte, se encontraba parcialmente dañado, mostrando signos de derrape y rotación, pero no de haber ardido. Se encontró una gran cantidad de fango en el fuselaje. La sección posterior estaba relativamente intacta, y fue la única que no quedó destruida.: 5.2  El tren principal izquierdo y el motor derecho quedaron esparcidos por el lado izquierdo de la pista.
: 2 

## Víctimas
El 9 de mayo de 1997, Noticias a las 6:30, un programa de noticias nacional de la cadena TVB Jade, proporcionó una lista de fallecidos en el accidente.
| Nacionalidad | Pasajeros | Tripulantes | Fallecidos                      | Total |
| ------------ | --------- | ----------- | ------------------------------- | ----- |
| China        | 42        | 9           | 19 (Incluyendo dos tripulantes) | 51    |
| Tailandia    | 21        | 0           | 16                              | 21    |
| Taiwán       | 1         | 0           | 0                               | 1     |
| Hong Kong    | 1         | 0           | 0                               | 1     |
| Total        | 65        | 9           | 35                              | 74    |

## Grabadora de voz de cabina
En junio de 2007, una grabación de audio que afirmaba ser los últimos 12 minutos y 27 segundos recuperados de la grabadora de voz de cabina del vuelo 3456 fue filtrado en Internet. Según un experto de la Administración de Aviación Civil de China, la grabación no parecía falsa.
| Comunicaciones parciales de la cabina (traducido del chino) | Comunicaciones parciales de la cabina (traducido del chino) |
| --- | ----------------------------------------------------------- |
| (Piloto automático desactivado) - APP: [ ... ] (Otro avión) Descender y mantener 1.500 metros inmediatamente. - Primer oficial: Autorizado descender y mantener 1.500 metros. - APP: Hay un avión próximo a usted por delante. - Primer oficial: Recibido. - Capitán: Afirmativo, a la vista. - APP: Está lloviendo fuertemente en su final ¿Puede ver la pista? - APP: Oh, No pueden ver en la nube, ¿verdad, 3456? - Primer oficial: Afirmativo. (Piloto automático desactivado) - Primer oficial: 308. - APP: Contacte control de Guangzhou 160.35. - Primer oficial: Solicito descenso, 3456, debido a mala meteorología. - APP: Negativo, mantenga 1.500 metros. - Capitán: ¿Qué hay de 1.400 metros? - APP: Negativo, ¿Cuál es su rumbo? - Capitán: Rumbo 135 ahora. - Capitán: Puedo ver la mala meteorología sobre la pista. - Primer oficial: Controla la actitud. - APP: [ ... ] (Otro avión) descienda a 900 metros. - Capitán: 3456 establecido en aproximación ILS. - Primer oficial: 3456 contactamos con torre de Huangtian. 1855, adiós. - Primer oficial: Controla la altitud. - Capitán: 3456 establecido en aproximación, Huangtian. - Torre: Fuertes precipitaciones. - Capitán: Huangtian de 3456. - Torre: Adelante. - Capitán: Er ... establecidos en aproximación ahora, 3456. - Torre: Controle el rumbo, viento de 330° a 2 m/s, - Capitán: Recibido. - Primer oficial: Curso fijado en 3. - Capitán: 3. - Torre: Altitud de decisión 60m, 3456. Frustrada si falla (en aterrizar). - Capitán: Afirmativo. - Torre: Compruebe su altitud, es una altitud anormal. - Capitán: Incrementa la potencia lentamente. - Primer oficial: De acuerdo. - Primer oficial: Potencia lista. - Capitán: Potencia lista. - Primer oficial: (Rumbo) 1 ... 138. - Capitán: Luces de aproximación enfrente. ¡No mires fuera! - Capitán: Está lloviendo fuertemente. - Primer oficial: Correcto. - Capitán: 3456, luces de aproximación a la vista. - Torre: Aterrizaje tras comprobación. - Torre: Viento de 330° a 2 m/s en tierra ahora mismo, - Capitán: Recibido. - Primer oficial: Altitud de decisión. Aterrizamos. Luces de pista a la vista. - Capitán: Recibido. - Capitán: Activa los limpiaparabrisas. - Ingeniero de vuelo: Afirmativo, pulsado botón. - Capitán: La senda de planeo indica que vamos demasiado bajo. - Primer oficial: La senda de planeo indica que vamos demasiado bajo. (Alerta del GPWS: ¡SENDA DE PLANEO!) - Primer oficial: ¡Comprueba tu velocidad! ¡Comprueba tu velocidad! - Capitán: Estaría bien estar un poco más alto. - Primer oficial: Gira un poco a la izquierda... - Capitán: No, no reduzcas la potencia tan rápido ... - Capitán: Mantén, mantenlo, mantenlo ... (Primer contacto con el terreno) (Alerta GPWS: ¡TERRENO! ¡ELÉVESE!) - Capitán: ¡Frustrada! ¡Aumenta! ¡Aumenta potencia! (Segundo contacto con el terreno) - Capitán: ¡Aumenta potencia! ¡Frustrada! (Tercer contacto con el terreno) - Capitán: ¡Aumenta potencia! ¡Frustrada! - Primer oficial: ¡No! (Alerta principal del EFIS: daño en la configuración) - Capitán: Flaps 15. - Primer oficial: 15. - Primer oficial: ¡No siento ninguna resistencia en la palanca! - Capitán: ¿Qué? - Ingeniero de vuelo: La palanca no funciona. - Primer oficial: Está ascendiendo. - Capitán: ¡Tren arriba! - Capitán: Está roto. - Primer oficial: ¿Fallo en subir tren? - Ingeniero de vuelo: La velocidad también falla. - Primer oficial: *tos* - Capitán: No, no subas tan rápido. Bájalo un poco. - Primer oficial: ¿Todo para nada, huh? - Ingeniero de vuelo: ¿El tren falla, verdad? - Capitán: Fallo. No corras, no corras, no corras. - Ingeniero de vuelo: La lluvia es demasiado intensa, no puedo ver el terreno. - Capitán: ¡Asciende! ¡Asciende! ¡Asciende! ¡Asciende un poco más! ¡Un poco más! - Primer oficial: Presiona el botón, ¡la luz está apagada! - Ingeniero de vuelo: La palanca está fuera de control. - Primer oficial: Las alarmas continúan sonando. - Capitán: Es solo un timbre, limpia las alertas. (Alarma del sistema hidráulico del EFIS) - Capitán: Ascenso a altitud de 1.200 metros ahora. - Primer oficial: Ok. - Primer oficial: La palanca está muy suave. - Ingeniero de vuelo: ¡La palanca no funciona! - Capitán: ¡No asciendas tan rápido! - Capitán: 3456 frustrada. - Aproximación: 3456 de Huangtian. - Capitán: 3456 frustrada. - Aproximación: Es el 3456 ¿Verdad? - Capitán: Er ... más alto. - Aproximación: ¿Es el 3456? - Capitán: Es el 3456. - Primer oficial: Podemos dar la vuelta para aterrizar. - Aproximación: ¿Podrían encender el transpondedor? No puedo verles. - Primer oficial: ¿Qué hay de dar la vuelta y aterrizar en sentido contrario? - Capitán: Negativo. Está lloviendo fuertemente. Asciende a 1.200 metros primero. - Primer oficial: Está ... está lloviendo fuertemente, ¿verdad? - Capitán: Comprobación de posición, 3456. - Aproximación: No han encendido el transpondedor todavía, compruébenlo. - Capitán: Comprobando. - Aproximación: ¿Hay algún daño en los convertidores del avión? - Capitán: El aporte de energía está funcionando ahora. - Primer oficial: ¿Giramos ya a la derecha? - Capitán: ¿Hacia dónde giramos? - Ingeniero de vuelo: Viraje derecha. - Primer oficial: ¿Qué tal si giramos a la izquierda? - Capitán: Hay mal tiempo en el lado izquierdo. - Primer oficial: De acuerdo. - Torre: Reporte su posición. - Capitán: Acabamos de sobrevolar la carretera a Shatian, preparados para girar a la izquierda. - Primer oficial: Compruebe mi posición por el radar - Aproximación: No les tengo en el radar. - Primer oficial: Estamos virando a la izquierda hacia tramo de viento en cola. - Torre: Manténgase en viento en cola, tengo aeronaves en final. - Aproximación: ¿Cuál es su altitud ahora? - Capitán: Manteniendo 1.200 metros. - Aproximación: Manteniendo 1.200 metros, ¿verdad? - Capitán: Correcto. - Torre: 3456, Shenzhen Tierra. - Capitán: Si, 3456. - Torre: Deme su posición, 3456. - Capitán: Virando a viento en cola ahora mismo, notifique a otros aviones para despejarnos el camino. - Torre: Negativo, hay un avión a catorce kilómetros de ustedes a una altitud 600 metros. - Primer oficial: ¡¡Dígale que hemos declarado una emergencia!! ¡¡Emergencia!! - Capitán: ¡¡Declaramos emergencia!! ¡¡Apártelos!! - Primer oficial: Huh, los frenos todavía funcionan. - Ingeniero de vuelo: Cambio a 111.3. - Primer oficial: ¿Qué es 111.3? - Ingeniero de vuelo: La frecuencia del ILS. - Primer oficial: Ok. - Torre: 3456, aquí Huangtian. - Capitán: Adelante. - Torre: Tormentas desde el sur, compruebe la meteorología. - Capitán: Recibido. (Alerta de GPWS: ¡Cizalladura!) - Capitán: Notifique al otro avión que abandone, declaramos emergencia. Mi avión está en estado crítico, aparte al otro avión. - Torre: Ya está notificado. ¿Se encuentran en tramo de viento en cola? - Capitán: Afirmativo, nos encontramos en viento en cola á. - Torre: ¿Cuál es la distancia al DME? - Capitán: El DME muestra seis nmi ahora. - Primer oficial: Cambio frecuencia a 111.3, verdad? - Ingeniero de vuelo: si. - Primer oficial: Si damos la vuelta quizás el tiempo sea mejor y podamos tomar tierra. - Capitán: ¿No está lloviendo fuertemente ahora? - Capitán: Oh, ahí está la pista. - Primer oficial: ¿Debemos seleccionar otro freno? - Ingeniero de vuelo: ¿Necesitamos dar otra vuelta? - Capitán: Er ... 3456 para Huangtian, saque al otro avión. ¡¡Declaramos emergencia!! - Torre: Ya lo he apartado. - Primer oficial: Pienso que hemos perdido el control. (Alarma de tren de aterrizaje) - Primer oficial: Solicitamos bomberos y ambulancias para el aterrizaje. - Torre: Afirmativo, ya están avisados. También he despejado la zona de aviones. Ya pueden aterrizar. - Capitán: De acuerdo. Voy a virar de nuevo para aterrizar hacia... hacia el sur. - Torre: ¡¿Aterrizaje hacia el sur?! - Capitán: ¿Podría darme mi posición? - Torre: ¿Cuál es su posición, 3456? ¡No puedo verles! ¿Donde están? - Capitán: Altitud 1.200, Estoy ... - Primer oficial: Comprueba la actitud del avión. - Capitán: Er ... Creo que estamos virando a la izquierda. Norte del aeropuerto, virando a la izquierda. - Capitán: ¡Detén el descenso! ¡No desciendas! - Torre: He apartado el otro avión de su ruta. - Capitán: Affirmativo. - Torre: Prepárese para aterrizar hacia el sur. Hoy viento en calma en tierra. - Capitán: Reporte la intensidad del viento. - Torre: Viento en calma. - Capitán: Ahh, recibido. (La grabadora de voz presenta dos segundos de grabación dañada) - Capitán: Apuesto a que las ruedas no están en buen estado. Preste mucha atención. - Primer oficial: Ok. (Alerta de Flaps) - Capitán: Estamos ahora ... ¡No enciendas eso! - Torre: No queda ninguna aeronave, autorizado a aterrizar, ambas pistas están libres. - Primer oficial: Desconozco mi posición. - Capitán: ¿Ves el navegador? - Torre: [ ... ] (Otro avión) vire a la derecha, ¡Dese prisa! - Capitán: En posición. - Primer oficial: ¿Esa es la pista? - Ingeniero de vuelo: veo la pista. - Capitán: Mantén tus ojos en la pista. - Primer oficial: ¡Puedo ver la pista! - Ingeniero de vuelo: A la vista. - Primer oficial: Estamos aterrizando. - Capitán: Ok. - Torre: 3456, aquí Huangtian. - Capitán: Adelante. - Torre: Autorizado a aterrizar en pista 15. - Capitán: Recibido, pista a la vista, preparados para aterrizar - Torre: Otros aviones refieren que el clima al norte es mejor, en final sur la lluvia es muy intensa. - Capitán: Recibido, voy a aterrizar. - Torre: ¿Cuál es su posición ahora? - Capitán: Virando a final. - Sobrecargo: ¿Cómo va? - Capitán: No pinta bien. Prepararos para una evacuación de emergencia cuando aterricemos. - Sobrecargo: De acuerdo, ¿alguna cosa más? - Capitán: No. Sólo un minuto hasta aterrizaje. - Primer oficial: Controla la velocidad y la altitud. - Capitán: Ok. - Primer oficial: ¿Estamos demasiado altos? ¡Estamos en el final de la pista! - Primer oficial: Vamos demasiado altos, reduce potencia. (Alerta GPWS: ¡Cayendo! ¡Elévese!) - Primer oficial: ¡Espera! - Capitán: ¡Elévate! ¡Elévate! - Primer oficial: ¡¡La tasa de descenso es demasiado alta!! - Capitán: ¡Elévate! ¡Elévate! ¡Elévate! - Primer oficial: ¡¡¡¡¡La tasa de descenso es demasiado alta!!!!! (Sonido de impacto) (Fin de la grabación) |                                                             |